# الکس کلرادو
الکس کلرادو (انگلیسی: Álex Colorado؛ زادهٔ ۹ ژوئن ۱۹۸۴) بازیکن فوتبال اهل اسپانیا است.
از باشگاه‌هایی که در آن بازی کرده‌است می‌توان به باشگاه فوتبال رئال مادرید سی، باشگاه فوتبال گرانادا، باشگاه فوتبال خرز، و باشگاه فوتبال آلباسته بالومپیه اشاره کرد.